# Exuma Cays Land and Sea Park
Exuma Cays Land and Sea Park är en park i Bahamas.   Den ligger i distriktet Exuma District, i den sydöstra delen av landet, 90 km sydost om huvudstaden Nassau.
Terrängen runt Exuma Cays Land and Sea Park är mycket platt. Trakten är glest befolkad. Det finns inga samhällen i närheten. 